# Satz von Berry-Esseen
Der Satz von Berry-Esseen ist ein Satz aus der Wahrscheinlichkeitstheorie, der Aussagen über die Güte der Konvergenz im Zentralen Grenzwertsatz trifft. Er gibt sowohl die  Konvergenzgeschwindigkeit als auch eine numerische Abschätzung für die Annäherung an die Normalverteilung an. Der Satz wurde unabhängig voneinander durch die Mathematiker Andrew C. Berry (1941) und Carl-Gustav Esseen (1942, veröffentlicht 1944) bewiesen.

## Satz von Berry-Esseen
Es sei {\displaystyle (X_{n})} eine Folge von unabhängigen und identisch verteilten Zufallsvariablen auf einem Wahrscheinlichkeitsraum {\displaystyle (\Omega ,\Sigma ,P)}, für die die Erwartungswerte {\displaystyle \mu =\mathrm {E} (X_{n})} und die Varianzen {\displaystyle \sigma ^{2}=\mathrm {E} ((X_{n}-\mu )^{2})} existieren und endlich sind. Dann konvergieren nach dem Zentralen Grenzwertsatz die Verteilungsfunktionen
{\displaystyle F_{n}(x)=P\left({\frac {X_{1}+\ldots +X_{n}-n\cdot \mu }{\sigma \cdot {\sqrt {n}}}}\leq x\right)} für {\displaystyle x\in \mathbb {R} }
der standardisierten Summen gegen die Verteilungsfunktion {\displaystyle \Phi } der Standardnormalverteilung.
Wenn das dritte (zentrale) absolute Moment {\displaystyle \rho =\mathrm {E} (|X_{n}-\mu |^{3})} der Zufallsvariablen {\displaystyle X_{n}} existiert, dann gilt für eine allgemeine Konstante {\displaystyle C}, die unabhängig von der Verteilung der Zufallsvariablen {\displaystyle X_{n}} ist, die Abschätzung
{\displaystyle \left|F_{n}(x)-\Phi (x)\right|\leq {\frac {C\cdot \rho }{\sigma ^{3}{\sqrt {n}}}}} für alle {\displaystyle x\in \mathbb {R} }.

### Verallgemeinerung für den Fall nicht identisch verteilter Zufallsvariablen
Für den Fall, dass {\displaystyle X_{1},X_{2},\ldots } unabhängig, jedoch nicht identisch verteilt sind, gilt mit {\displaystyle \mu _{i}=\mathrm {E} (X_{i})}, {\displaystyle \sigma _{i}^{2}=\mathrm {E} ((X_{i}-\mu _{i})^{2})<\infty } und {\displaystyle \rho _{i}=\mathrm {E} (|X_{i}-\mu _{i}|^{3})<\infty }, {\displaystyle r_{n}=\rho _{1}+\ldots +\rho _{n}} und {\displaystyle s_{n}^{2}=\sigma _{1}^{2}+\ldots +\sigma _{n}^{2}>0} die Abschätzung
{\displaystyle \left|F_{n}(x)-\Phi (x)\right|\leq {\frac {C_{0}\cdot r_{n}}{s_{n}^{3}}}} für alle {\displaystyle x\in \mathbb {R} }.
Dabei ist {\displaystyle C_{0}} eine allgemeine Konstante, die unabhängig von den Verteilungen der Zufallsvariablen {\displaystyle X_{n}} ist.

## Bemerkungen
- Für die Gültigkeit des Satzes von Berry-Esseen wird außer den Voraussetzungen für den Zentralen Grenzwertsatz (Existenz von Erwartungswert und Varianz) zusätzlich die Existenz des dritten Moments gefordert. Deshalb liefert der Satz nicht für alle Fälle, in denen der Zentrale Grenzwertsatz gilt, eine Aussage über die Güte der Konvergenz gegen die Normalverteilung.
- Der Satz von Berry-Esseen gibt als qualitative Aussage die Konvergenzgeschwindigkeit im Zentralen Grenzwertsatz mit der Größenordnung {\displaystyle 1/{\sqrt {n}}} an. Ohne weitere Voraussetzungen an die Verteilung der Zufallsvariablen {\displaystyle X_{n}} ist dies die bestmögliche Größenordnung, wie der Spezialfall der Bernoulli-Verteilung mit {\displaystyle \mathrm {P} \{X_{n}=0\}=\mathrm {P} \{X_{n}=1\}=1/2} zeigt.
- Der Satz liefert eine quantitative Abschätzung der Annäherung an die Normalverteilung. Die Konstante {\displaystyle C} ist eine „universelle Konstante“, die nicht von den Eigenschaften der Zufallsvariablen {\displaystyle X_{n}} abhängt.

## Die Berry-Esseen-Konstante
Die Konstante {\displaystyle C}, die für die quantitative Abschätzung der Konvergenz von Bedeutung ist, wird in der Literatur als Berry-Esseen-Konstante (engl. Berry-Esseen bound) bezeichnet.
In der Originalarbeit von Carl-Gustav Esseen wird C mit 7,59 angegeben. Seitdem wurde sie immer weiter verbessert. Im Jahr 1985 wurde von Shiganov der Wert C = 0,7655 angegeben. Der beste bis heute bekannte Wert (Stand 2011) ist C = 0,4748. Andererseits folgt aus dem oben genannten Spezialfall der Bernoulli-Verteilung, dass {\displaystyle C} größer als {\displaystyle 1/{\sqrt {2\pi }}\approx 0{,}3989} sein muss. Esseen selbst bewies, dass {\displaystyle C} größer als {\displaystyle {\frac {{\sqrt {10}}+3}{6{\sqrt {2\pi }}}}\approx 0{,}4097} ist.
Im allgemeineren Fall der nicht notwendig identisch verteilten Zufallsvariablen gilt für die Konstante {\displaystyle C_{0}} ebenfalls die Untergrenze {\displaystyle C_{0}\geq \approx 0{,}4097}. Die beste bisher  bekannte obere Schranke (Stand 2012) wurde mit C0 = 0,5591 angegeben.